# Mohamed Laid Benamor
Mohamed Laid Benamor, né le 7 octobre 1966 à Annaba, est un homme d'affaires algérien. Il est le président-directeur général du groupe Amor Benamor depuis 2003. Ancien président de la Chambre algérienne de commerce et d'industrie (CACI) et ancien vice-président du Forum des chefs d'entreprises (FCE) de 2014 à 2019.
Il est arrêté le 13 février 2020.

## Biographie
Mohamed Laid Benamor est le fils de l'entrepreneur Amor Benamor, qui avait commencé sa carrière dans le BTP en 1964 avant de se reconvertir dans l'agroalimentaire en 1984, année où il crée le groupe familial éponyme. L'activité commence à Bouati, dans la wilaya de Guelma, avec une les Conserveries Amor Benamor (CAB), spécialisée dans le concentré de tomates, la harissa (purée de piments) et la confiture.
Le fils prend le relai en 2003, lors du décès du fondateur. L'entreprise demeure familiale. Avec ses frères, Mohamed Laid Benamor accélère la diversification entamée en 2000 avec la filiale des Moulins Amor Benamor (production de semoule). En 2009, il se lance dans la fabrication des pâtes alimentaires. Le chiffre d'affaires passe de 6,2 milliards de dinars (66,3 millions d’euros) en 2003 à 19,2 milliards de dinars (près de 195 millions d’euros) en 2011.
En novembre 2011, il lance l'académie de football Amor Benamor, entièrement financée par son groupe. En 2014, il est élu président de la Chambre algérienne de commerce et d'industrie (CACI) par les membres de l'assemblée générale (113 pour, 14 contre),.
La même année, Mohamed Laid Benamor est élu vice-président du Forum des chefs d'entreprises (FCE). Il démissionne de ce poste le 2 mars 2019.
Le 14 juin 2019, il est candidat à sa propre succession à la tête de la Chambre algérienne de commerce et d'industrie (CACI). Il ne sera pas réélu, récoltant 65 voix contre 66 pour son rival, le président de la Chambre de commerce et d'industrie d'Oued Souf (CCI Souf), Abdelkader Gouri.

### Arrestation et condamnation
Le 13 février 2020, il est placé en détention provisoire à la prison d'El-Harrach pour « abus de fonction », « trafic d’influence », « perception d’indus avantages », « exploitation illégale de terres agricoles », « dilapidation de deniers publics », « blanchiment d’argent » et « violation de la réglementation de change ». En avril 2022, il est condamné à huit ans de prison.

## Polémique

### General Food Company
Mohamed Laid Benamor est accusé par le site Algérie Part de transfert illégal de devises vers l'étranger, à travers la General Food Company sise à Genève. Il s'en défend le 17 avril 2019, par un communiqué "La société General Food Company a été créée en Suisse dans le but de commercialiser et distribuer les produits du groupe Amor Benamor, écrit l'entreprise. Elle est exclusivement client : elle s'approvisionne auprès d'Amor Benamor, mais ne lui vend ni produits, ni équipements". Une plainte en diffamation est actuellement instruite par la justice, en Algérie, en France et en Suisse.

## Vie privée
Mohamed Laid Benamor est marié et père de cinq enfants.